# Vladislav al III-lea Picioare Groase
Vladislav al III-lea Picioare Groase - în poloneză: Władysław III Laskonogi - (n. 1165, Cracovia, Regatul Poloniei⁠(d) – d. 3 noiembrie 1231, Racibórz, Duchy of Racibórz⁠(d)), a fost Duce al Poloniei Mari (în timpul anilor 1194 - 1202 asupra întregului teritoriu și între 1202 - 1206 numai în partea de sud), Mare Duce al Poloniei și Duce de Cracovia între anii 1202 - 1206 și 1228 - 1231. A fost conducătorul regiunii Lubusz între anii 1206 - 1210 și 1218 - 1225, și al regiunii Gniezno între anii 1216 - 1217.
A fost al cincilea fiu al lui Mieszko al III-lea cel Bătrân, Duce al Poloniei Mari, conceput cu a doua sa soție, Eudoxia, fiica Marelui Prinț Iziaslav al II-lea de Kiev.

## Viața

### Sub guvernarea lui Mieszko al III-lea cel Bătrân
Prima apariție a lui Vladislav în sursele contemporane a fost în 1168, în Congresul Jędrzejów unde, copil fiind, a fost martor la donarea mănăsatirii locale.
Între 1177 și 1179, Vladislav, părinții și frații săi, au fost obligați să părăsească țara ca urmare a rebeliunii lui Cazimir al II-lea cel Drept și Odon, fiul cel mare a lui Mieszko al III-lea cel Bătrân din prima căsătorie, care a respins favoritismul arătat de tatăl său pentru fii din a doua căsătorie. Vladislav s-a întors la familia sa în 1181, în ciuda faptului că, deși era adult, nu a primit nici o proprietate.
În jurul anului 1186, Vladislav s-a căsătorit cu Lucia, fiica lui Jaromar I, Prinț de Rügen, uniunea având ca scop principal creașterea influenței lui Mieszko al III-lea în Pomerania de Vest.
După moartea lui Odon în 20 aprilie 1194, fratele vitreg a lui Odon , Vladislav al III-lea, și-a asumat guvernul Ducatului Poloniei Mari de Sud (râul Obra), în calitate de gardian al nepotului său minor, Vladislav Odonic (fiul lui Odon, născut în 1190).
La 13 septembrie 1195, după moartea fratelui său Boleslav, în Bătălia de la Mozgawą, l-a lăsat pe Vladislav unicul moștenitor al lui Mieszko al III-lea, care își începuse eforturile de a încerca să-l restabilească pe tatăl său în Ducatul din Cracovia și în guvernarea Poloniei.

### Duce al Cracoviei și al Poloniei Mari
Mieszko al III-lea a murit pe 13 martie 1202. Vladislav a putut să-l urmeze pe tatăl său la tronul din Cracovia și Polonia Mare, fără bariere, datorită sprijinului puternic al voievodului Mikołaj Gryfita. Cu toate acestea, apariția unui adversar puternic la tronul Cracoviei, fiul cel mare a lui Cazmir al II-lea, Leszek I cel Alb, a cauzat prăbușirea candidaturii dar și faptul că Vladisalv și-a bazat guvernarea asupra contelui palatin Goworek, care era un dușman încăpățânat al voievodului Mikołaj. 

### Pierderea tronului din Cracovia și încercarea de a-și recăpăta puterile

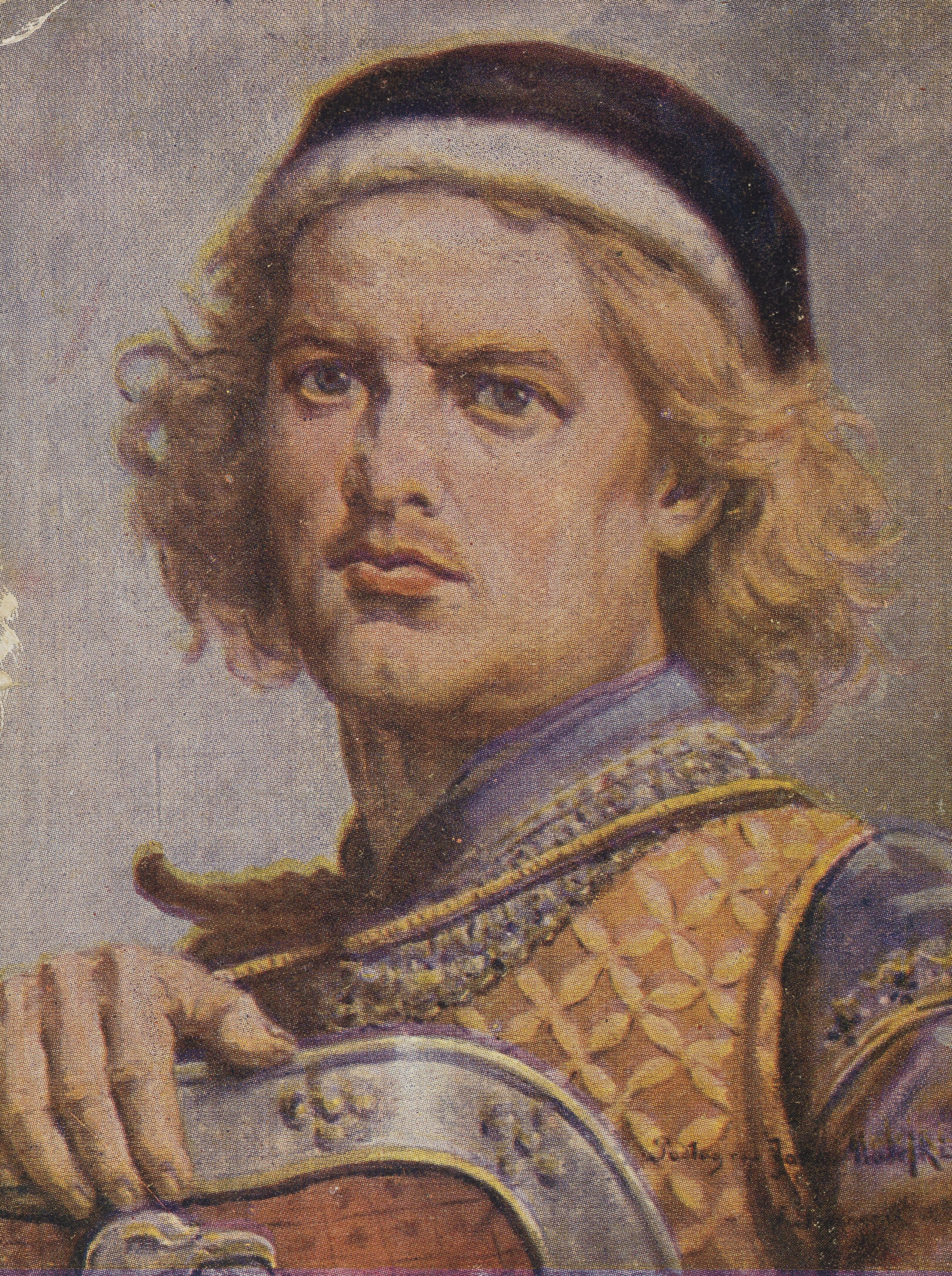
Portretul lui Leszek I cel Alb de Jan Matejko

Guvernarea lui Vladislav ca Duce de Cracovia și a Poloniei Mari, a durat timp de patru ani, până în 1206, când, după moartea principalului său susținător, voievodul Mikołaj Gryfita, Leszek I cel Alb s-a întors în capitală. Cauza rebeliunii a fost aplicarea drepturilor împotriva nobilimii puternice și alianța cu Pomerania. 
Interesat de afacerile din Pomerania, Vladislav a fost implicat în două evenimente. Primul a fost întâlnirea cu regele Valdemar al II-lea al Danemarcei, în care a încercat să soluționeze litigiile și să desemneze zona de influență. Al doilea eveniment a fost un acord surprinzător cu ducele de Wroclaw, Henric I cel Bărbos, în care Vladislav a predat Ducatul Kalisz (parte din patrimoniu nepotului său Vladislav Odonic) în schimbul regiunii Lubusz, prin care era mai ușor să urmărească activitatea politică de pe coasta Mării Baltice. În 1209, Vladislav a pierdut regiunea Lubusz, preluată de Conrad al II-lea de Landsberg, Margraf de Lusatia (cumnatul său), care l-a învins pe duce la Bătălia de la Lubusz. În cele din urmă, Henric I cel Bărbos, a reușit să preia regiunea Lubusz de la germani în campania din august 1210 - martie 1211, profitând de confuzia provocată după moartea lui Conrad al II-lea (6 mai 1210) și a disputei asupra moștenirii membrilor din Casa Wettin.
Pierderea regiunii Kalisz si punerea ei în mâinile străinilor, a provocat nemulțumire profundă pentru Vladislav Odonic, care a considerat acest pământ ca parte a patrimoniului său. Tânărul prinț (la acea vreme avea 16 ani) a reușit să obțină sprijinul nobililor Poloniei Mari, Arhiepiscopul de Gniezno și Henric Kietlicz, care voia să obțină privilegii de la Vladislav al III-lea, pentru biserica locală și să-și limiteze puterea la guvernarea casei.
Cu toate acestea, în ciuda eforturilor depuse atât de Odonic cât și de Arhiepiscopul Kietlicz, revolta a fost de scurtă durată și nu a avut succes. Kietlicaz și Vladislav Odonic au fost nevoiți să fugă la curtea lui Henric I cel Bărbos. Excomunicarea lansată de Kietlicz împotriva lui Vladislav al III-lea, nu a avut rezultat, din cauza sprijinului acordat fiului lui Mieszko al III-lea, Arnold al II-lea, Episcop de Poznań.
Reacția surprinzătoarea asupra acestor evenimente a lui Henric I cel Bărbos, care nu numai că i-a acceptat pe exilați, ci i-a donat Ducatul Kalisz lui Vladislav Odonic, cu condiția să se întoarcă la el după ce își va recăpăta moștenirea. În același timp, Arhiepiscopul Kietlicz s-a dus la Roma, unde a avut o întâlnire persoanală cu Papa Inocențiu al III-lea. Papa a instruit și alți prinți polonezi pentru a-l ajuta pe Arhiepiscopul de Gniezno să-și recapete dioceza sa.
Henric I cel Bărbos a devenit mediator între părțile aflate în conflict, iar în ziua de Crăciun, în 1208, i-a invitat pe cei doi duci ai Poloniei Mari, pe Arhiepiscopul de Gniezno și pe Episcopii de Wroclaw, Lubusz și Poznań, la o întâlnire în Głogów. După lungi discuții, s-a ajuns la o înțelegere între Vladislav și Arhiepiscopul Kietlicz, care putea reveni în Gniezno și i se restaurau toate bunurile sale, în schimbul ridicării anatemei împotriva ducelui. Cu toate acestea, conflictul dintre unchi și nepot a rămas nerezolvat.

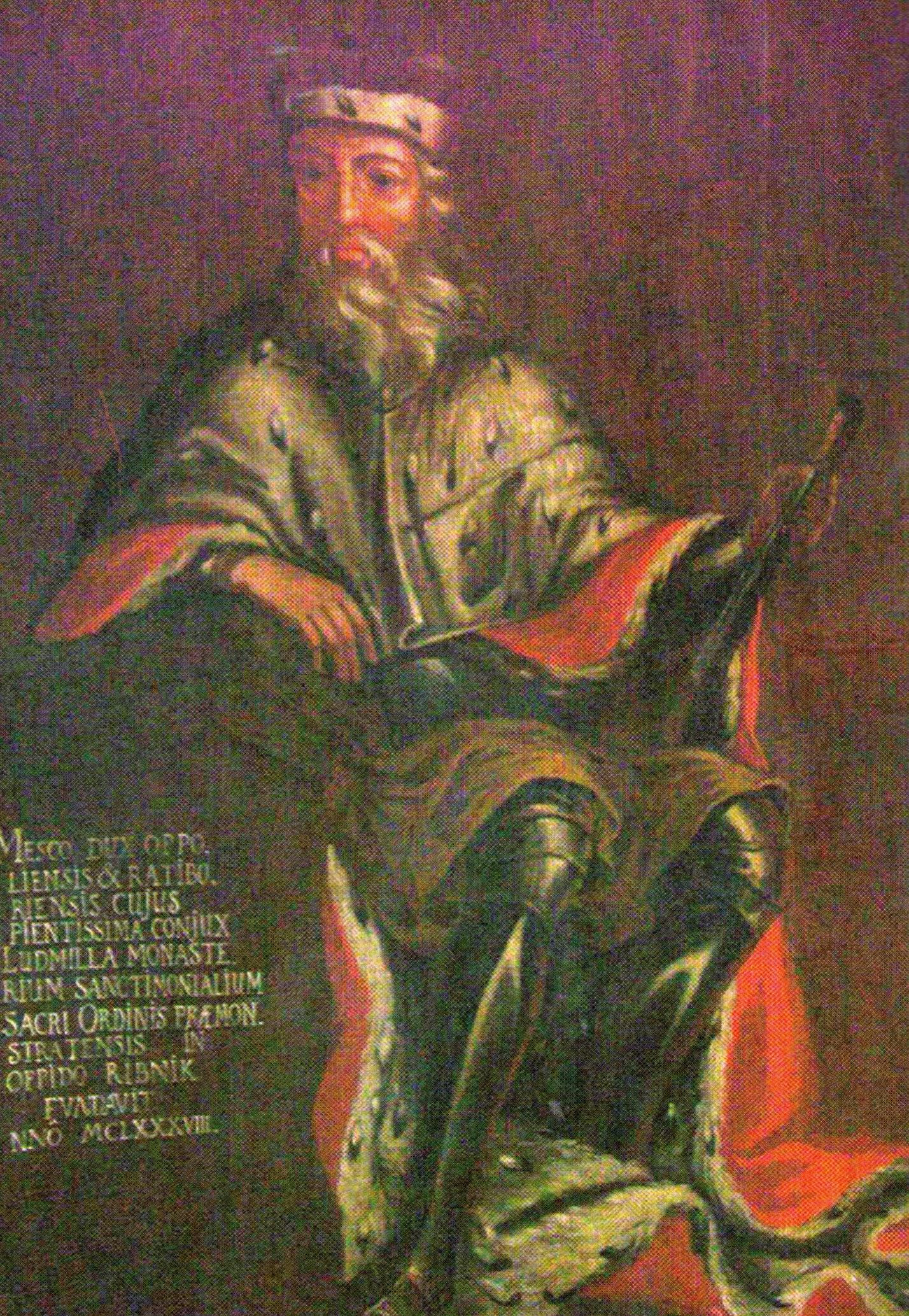
Mieszko al IV-lea Picioare Zgomotoase

În 1210, Vladislav l-a sprijinit de Mieszko al IV-lea Picioare Zgomotoase, care dorea restituirea testamentului lui Boleslav al III-lea Gură Strâmbă, în care regiunea Silezia oferea stăpânilor dreptul suprem asupra Poloniei. În acest moment, Vladislav era, porbabil, cel mai vechi membru din Dinastia Piast după Mieszko al IV-lea, prin urmare, el se aștepta ca după moartea iminentă a ducelui de Racibórz, să poată primi titlul de Mare Duce și Ducatul de Cracovia. O Bulă Papală oferită de Papa Inocențiu al III-lea pe 9 iunie 1210, cerea restituirea drepturilor ereditare ale regiunilor Silezia, în conformitate cu testamentul lui Boleslav al III-lea și îl excomunica pe Leszek cel Alb; acest edict a fost făcut la rugămintea unui duce anonim din Silezia, care ar fi putut fi doar Henric I cel Bărbos (pentru că Mieszko al IV-lea deținuse titlul de Duce de Raciborz-Opole). Situația a devenit și mai confuză după ce nimeni nu era sigur cine deține puterea reală.
În iulie 1210, Leszek I cel Alb, Henric I cel Bărbos, Conrad I de Masovia și Vladislav Odonic s-au întâlnit cu Episcopii locali în Borzykowa, cu scopul de a rezolva problemele și misterul Bulii Papale. Mieszko al IV-lea Picioare Zgomotoase nu s-a prezentat la întâlnire; cu ajutorul unei aramte și datorită sprijinului familiei Gryfici, el a reusit să intre în Cracovia și să preia Wawelul. Cu toate acestea, Arhiepiscopul Kietlicz nu intenționa să accepte situația, primind sprijin de la tinerii prinți și de la bisericile locale, pentru a retrage Bula Papală fatidică. Acest lucru a avut succes, iar când Mieszko al IV-lea Picioare Zgomotoase a murit în mai 1211, Leszek cel Alb a fost capabil să se întoarcă la tronul din Cracovia. Intențiile vechii generații nu au reușit.
În 1215, poziția lui Vladislav al III-lea era slăbită în continuare de creșterea puterii Arhiepiscopului Henric Kietlicz, care a sprijinit prevederile celui de-al IV-lea Consiliu Luteran, și a congresului principilor juniori în Wolbórz, unde Leszek I cel Alb, Conrad I de Masovia, Vladislav Odonic și Cazimir I Opole, nu doar au fost de acord să extindă beneficiile economice și legale ale bisericii, ci, de asemenea,  au sprijinit pretențiile lui Odonic pentru moștenirea sa de drept. În cele din urma, în 1216, în scopul de a evita o confruntare armată, Vladislav al III-lea i-a dat lui Odonic, cartierul care a aparținut tatălui său (teritoriul exact a fost o chestiune de dispută pentru istorici: unii au crezut că Odonic a primit partea de sud a Poloniei Mari cu râul Obra ca frontieră, în timp ce alții considerau că tânărul prinț a primit întregul district Poznań și cetățile sale). Acordul dintre unchi și nepot a fost confirmat de Bula Papală emisă de Papa Honorius al III-lea pe 9 februarie 1217. A fost, de asemenea, o reconciliere oficială cu Arhiepiscopul Kietlicz, care a primit privilegiul de la Vladislav al III-lea, de a i de restitui veniturile de la mănăstirea din Łekno.
Termenii de reconciliere din 1216 au durat mai puțin de un an. Atitudinea mândră și ambițioasă a Arhiepiscopului Kietlicz a descurajat susținătorii săi și au oprit amestecul său în afacerile Dinastiei Piast. Importanța sa a suferit o scădere continuă după înfrângerea politicilor Papei Inocențiu al III-lea.

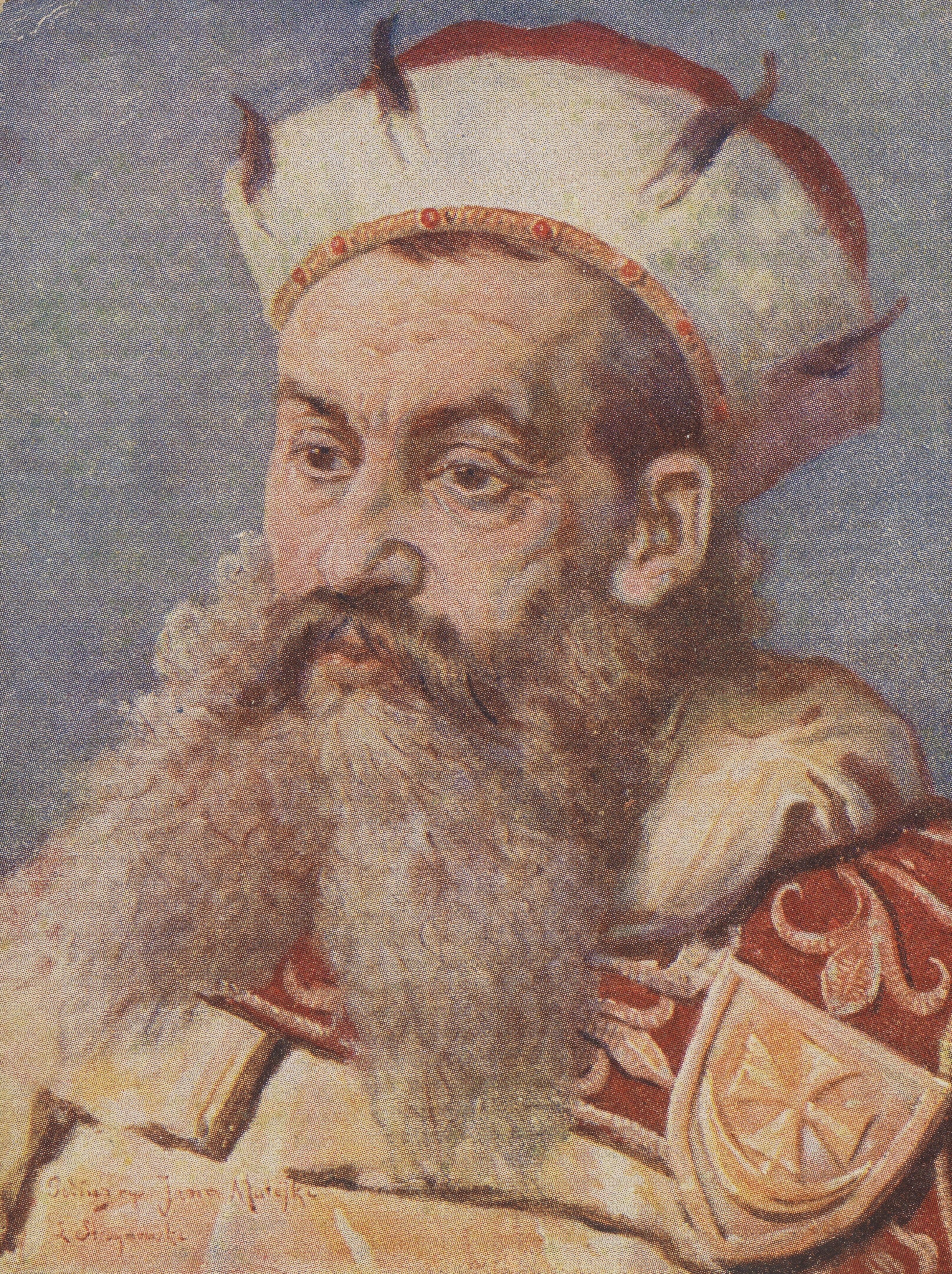
Portretul lui Henric I cel Bărbos de Jan Matejko

În 1217 a fost încheiat un tratat neașteptat între Leszek I cel Alb și Vladislav al III-lea, în care, dacă unul dintre ei murea fără moștenitori de sex masculin, celălalt putea moșteni toate domeniile sale. Acest acord a afectat în mod clar interesele ducelui Vladislav Odonic, care era cea mai apropiată rudă de sex masculin a lui Vladislav al III-lea.
În același an, Ducele Poloniei Mari a profitat de neutralitatea binevoitoare a lui Henric I cel Bărbos și a decis să rezolve conflictul cu Odonic, luând districtul nepotului său și forțându-l să fugă din țară. Alianța formată între Vladislav al III-lea și Henric I cel Bărbos (alianță similară cu acordul anterior cu Leszek I cel Alb) a avut loc la sfârșitul anului 1217, în timpul unei adunări în Sądowel, prin intermediul Episcopilor Paweł al II-lea de Poznań și Wawrzyniec de Lubusz.Din motive necunoscute, conținutul acrodurilor au fost benefice doar epntru Ducele Poloniei Mari, care a primit nu numai premisiunea de a păstra districtul lui Odonic (care includea părți din Kalisz) dar obținea, de asemenea, districtul Lubusz (capturat în 1209 de către Conrad al II-lea, și recuperat ulterior de Henric I cel Bărbos un an mai târziu). Tratatul de la Sądowel a fost ratificat de către o Bulă Papală eliberată special pe 9 mai 1218, care a rupt puterea Arhiepiscopului Kietlicz.
După moartea Arhiepiscopului Kietlicz în 1219, adunarea comună a ales pentru postul de Arhiepiscop, pe cancelarul Wincenty z Niałka, unul dintre asociații apropiați ai lui Vladislav al III-lea.
În ciuda multor beneficii primite de Vladislav al III-lea după Congresul de la Sądowel, el nu a participat la campania națională împotriva prusacilor păgâni. Motivul pentru acest lucru a fost acțiunea nepotului său, Vladislav Odonic, care, datorită ospitalității și colaborării cu Swantopolk al II-lea din Pomerania, a început lupta împotriva autorității unchiului său. Situația s-a înrăutățit atunci când, în octombrie 1223, Odonic a atacat și a reușit să cucerească orașul Ujscie, și după aceea, cartierul adiacent Nakło.
Situația lui Vladislav al III-lea a devenit și mai complicată după pierderea regiunii Lubusz în 1225, regiune capturată de Ludoic al IV-lea, care a profitat de luptele constante dintre Ducele Poloniei Mari cu nepotul său, și a cucerit acest teritoriu important.

### Preluarea titlului de Mare Duce al Poloniei
Bătălia decisivă între unchi și nepot a avut loc în 1227. Vladislav al III-lea a trimis o armată sub comanda voievodului Dobrogost, însă el nu a putut lua cetatea locală, iar la 15 iulie, Odonic l-a atacat pe voievod în mod surprinzător, acesta fiind învins și ucis. Datorită acestei victorii, Odonic a fost în măsură să preia controlul în aproape toată Polonia Mare; cu toate acestea, Swantopolk al II-lea, aliatul lui Odonic, a rupt pe neașteptate tratatul, a preluat Nakło și s-a proclamat Duce, încheiând oamgiul lui Leszek I cel Alb.
Alianța nepotului său cu conducătorul Pomeraniei, punea în pericol guvernarea lui Vladislav, temându-se că putea să piardă ce îi mai rămăsese din terenurile sale. Astfel, Vladislav s-a decis să găsească o soluție pașnică între el și Odonic. În ziua Sfântului Martin (11 noiembrie 1227), a fost convocat un congres solemn al condcătorilor Piast, episcopi și nobili din cartierul Gąsawa din Kuyavia, unde au fost discutate probleme delicate, în scopul de a lua măsuri suplimentare. În plus, pe lângă instigatorul reuniunii, se afla Lieszek cel Alb, Conrad I de Masovia, Henric I cel Bărbos, Vladislav Odonic, și numeroși episcopi și reprezentanți ai familiilor magnate poloneze. Din motive necunoscute, Vladislav al III-lea nu a apărut la întrunire. Nimeni nu se aștepta la tragedia ce avea să vină în dimineața zilei de 24 noiembrie: în timpul unei scurte pauze în deliberările din orașul Marcinkowo Górne, un grup de oameni l-au atacat atât pe Leszek cel Alb cât și pe Henric I cel Bărbos, primul fiind ucis iar al doilea rănit grav.
Surese contemporane și istografia de mai târziu l-au recunoscut pe Swantopolk al II-lea ca fiind autorul crimei. De altfel, unii istorici sunt de părere că și Vladislav Odonic a fost complice, ducând toate planurile și conversațiile domnitorului din Pomerania pe tot parcursul congresului. 
După crima din Gąsawa, Vladislav al III-lea s-a întors direct la ofensivă. La începutul anului și sub circumstante necunoscute, Ducele Poloniei Mari, cu ajutorul trupelor din Silezia, au putu să-l învingă pe Odonic, care a fost luat prizonier. Vladislav al III-lea a mers în Polonia Mică, unde și-a prezentat cererea pentru a prelua tronul din Cracovia, în baza acordului de succesiune dintre el și Leszek cel Alb, semnat în 1217. Deși Ducele de Cracovia lăsase un fiu în vârstă de un an, Boleslav al V-lea, era clar că până ar fi ajuns la vârsta corespunzătoare, guvernarea Cracoviei trebuia preluată de altcineva. În același timp, fratele lui Leszek, Conrad I de Masovia își făce apariția în Polonia Mică, cerând, de asemenea, tronul din Cracovia.
Alegerea formală a noului Mare Duce al Poloniei a fost făcută la o reuniune în Wiślica, pe 5 mai 1228, unde majoritatea nobililor puternici s-au adunat în jurul Episcopului de Cracovia, Iwo Odrowąż, a voievodului Marek z Brzeźnicy, a Guvernatorului Cracoviei și al lui Pakosław cel Bătrân, voievodul de Sandomierz. A fost respinsă candidatura lui Conrad I de Masovia în favoarea lui Vladislav al III-lea.
Alegerea lui Vladislav al III-lea ca Mare Duce nu era o alegere necondiționată, pentru că în timpul unei adunări organizate în Cienia Pierwsza, el a fost obligat să semneze două documente importante. Primul, Ducele Poloniei Mari asigura mai multe privilegii Bisericii. Al doilea a fost cu privire la copil, fiul lui Lieszek cel Alb, Boleslav al V-lea: noul Mare Duce a preluat tutela copilului și l-a făcut moștenitorul său dintâi. În același timp, a promis să nu introducă nici o lege nouă fără consimțământul nobilimii și clerului din Polonia Mică. În acest fel, pentru prima dată, puterea regală în Polonia fusese făcută în urma unor alegeri. Vladislav al III-lea și-a asumat conducerea directă numai asupra Cracoviei: autoritatea peste Sandomierz a fost înmânată mamei lui Boleslav al V-lea, Grzymislawa, deși în mod formal, pentru că la sfârșit a rămas sub controlul Marelui Duce. 
Din păcate, situația politică s-a întors împotriva lui Vladislav. Nepotul său, Odonic, învins și închis de unchiul său, a reușit să scape din Płock și să pornească un război împotriva lui, ceea ce l-a prins pe Ducele Poloniei Mari, în imposibilitatea de a se pregăti pentru invazia împotriva lui Conrad I de Masovia (care devenise acum un aliat al lui Odonic). Prin urmare, a decis, cu aprobarea cetățenilor din Cracovia (conduși de familiile puternice de Odrowąż și Gryfici), să fie ales Ducele de Silezia, Henric I cel Bărbos, ca domnitor al orașului, dar numai cu titlul de guvernator. Concesiunea lui Vladislav al III-lea a fost dată, probabil, pentru sprijinul militar primit de la Henric I; în plus, Henric a obținut promisiunea de moștenire peste Polonia Mare, care a fost într-adevăr o încălcare a dispozițiilor cuprinse în Congresul Cienia, unde Vladislav al III-lea a declarat că Boleslav al V-lea este moștenitorul său.
Atacul militar al lui Conrad I asupra Poloniei Mici a avut loc în vara anului 1228. Expediția nu a avut succes, fiind atacat în mod surprinzător de către Prințul Henric, fiul cel mare și moștenitorul lui Henric I cel Bărbos, care l-a învins cu succes pe Ducele de Masovia, în luptele de la Międzyborzem, Skala și Wrocieryżem. Conrad nu a renunțat, iar un an mai târziu, a început din nou operațiunile militare, de data aceasta cu rezultate mai bune, mai ales după capturarea și încarcerarea lui Henric I, după o presupusă întâlnire în Spytkowice. Acest eveniment a paralizat adversarii fraților lui Lieszek și Conrad, reușind să controleze cea mai mare parte din Polonia Mică, și lăsându-l liber pe Henric I datorita eforturilor depuse de soția sa, Hedwig din Andechs. Imediat, l-a lispit pe nepotul său, Boelslav al V-lea de Ducatul Sandomierz și l-a investit pe propriul său fiul, Boleslav, cu acest teren. La scurt timp după, Conrad I și aliatul său Odonic, au început războiul împotriva lui Vladislav al III-lea. Conrad a asediat fără succes regiunea Kalisz, în ciuda ajutoarelor trupelor rusești. Vladislav al III-lea, prea ocupat în lupta sa împotriva lui Odonic, nu a putut interveni la timp pentru a ajuta orașul, deși, puternicele ziduri ale orașului au fost prea dure pentru Ducele de Silezia, care a fost forțat să se retragă. 

### Învingerea și evadarea
Vladislav a fost învins repede de nepotul său, în circumstanțe necunoscute, și a fost forțat să fugă la curtea ducelui Cazimir I de Opole din Racibórz. Depoziția tânărului Boleslav al V-lea de unchiul său, a fost o scuză pentru Henric I de a-l ataca pe Ducele de Masovia. Vladislav al III-lea a profitat de acest lucru, și a reînoit alianța sa cu Ducele de Silezia, transferând formal toate drepturile sale peste Polonia Mică, lui Henric I.  
În primăvara anului 1231, Henric a făcut o ultimă expediție cu Vladislav al III-lea împotriva lui Odonic. În ciuda succesului inițial, datorită ajutorului dat de Paweł, Episcop de Poznań, și a familiilor din Polonia Mare, Nałęczów, Łabędziów și Niałków, totul s-a încheiat cu un eșec la zidurile cetății Gniezno.

## Moartea misterioasă și succesiunea
Expediția împotriva nepotului său Odonic a fost activitatea politică majoră a lui Vladislav al III-lea. În urma informațiilor din sursele medievale, deși nu s-a confirmat în mod corespunzător de către alte surse de informații, decesul lui Vladislav al III-lea s-a desfășurat în situații scandaloase. Potrivit cronicilor călugărului francez Alberic de Trois-Fontaines, Vladislav, la aproape 70 de ani, a fost ucis în Środa Śląska de către o fată germană pe care a încercat să o violeze. O altă sursă care confirmă comportamentul nedem al lui Vladislav a venit de la Jan Długoszm care a scris că în ultimul an al vieții sale, supușii săi l-au disprețuit din cauza adulterului cu prostituate.
Data decesului lui Vladislav al III-lea a fost la 3 noiembrie 1231. Nu se știe unde a fost îngropat. Unii cercetători, pe baza informațiilor, spun că Ducele a murit în exil, și cred că acesta a fost îngropat la Silezia, probabil în Racibórz. O altă bază a cronicarilor, presupune că ar fi îngropat la mănăstirea benedictă de la Lubin.
La moartea sa, Henric I cel Bărbos, conform tratatului de moștenire, a devenit succesorul principal atât în Polonia Mare și Mică, cât și asupra drepturilor sale a zonelor contestate cu care a trebuit să se lupte pentru a le cuceri.

## Biografie
- M. Przybył, Władysław Laskonogi, książę wielkopolski 1202-1231, Poznań 1998, s. 11-12.
- K. Jasiński, Uzupełnienia do genealogii Piastów, "Studia Źródłoznawcze", t. 3, 1958, s. 202.
- Zob. M. Przybył, Władysław Laskonogi, s. 160, 162.
- Zob. M. Przybył, Władysław Laskonogi, s. 160.
- Balzer O., Walka o tron krakowski w latach 1202 i 1210/11, 1894

1. ↑  IeSBE / Vladislav Tonkonogii, korol polski[*] Verificați valoarea |titlelink= (ajutor)